# Eptesicus ulapesensis
Eptesicus ulapesensis (пергач улапеський) — вид рукокрилих родини лиликових (Vespertilionidae). Видовий епітет вказує на маленьке містечко Улапес, де був зібраний типовий екземпляр.

## Опис
Вид характеризується: своїм від золотистого до жовтувато-коричневого забарвленням; сильним контрастом між спинним та черевним кольором волосяного покриву; довгим передпліччям (> 41 мм) та порівняно коротким (~ 6 мм) спинним хутром. 

## Поширення
Цей вид є ендеміком Аргентини. Він відомий з двох місцевостей: одна належить до регіону Гран-Чако, інша — до степу й Монте.